# Zhang Bin (basket-ball)
Dans ce nom, le nom de famille, Zhang, précède le nom personnel.
Pour les articles homonymes, voir Zhang Bin.
Zhang Bin, (en chinois : 張 斌), né le 28 décembre 1961, dans la province du Shandong, en République populaire de Chine, est un ancien joueur chinois de basket-ball. 